# Klein Stein
Klein Stein (polnisch Kamionek) ist ein Ort in der Stadt- und Landgemeinde Gogolin im Powiat Krapkowicki der Woiwodschaft Opole in Polen.

## Geographie
Das Angerdorf Klein Stein liegt sechs Kilometer nordöstlich von Gogolin, zehn Kilometer nordöstlich von Krapkowice (Krappitz) und 19 Kilometer südöstlich von Opole (Oppeln) im Schlesischen Hochland (polnisch Wyżyna Śląska) inmitten weitläufiger Waldgebiete. Nordöstlich von Klein Stein befindet sich der Flugplatz Opole-Kamień Śląski (Gross Stein).
Nachbarorte von Klein Stein sind im Westen Goradze (Górażdże), im Norden Gross Stein (Kamień Śląski) und im Süden Gogolin.

## Geschichte

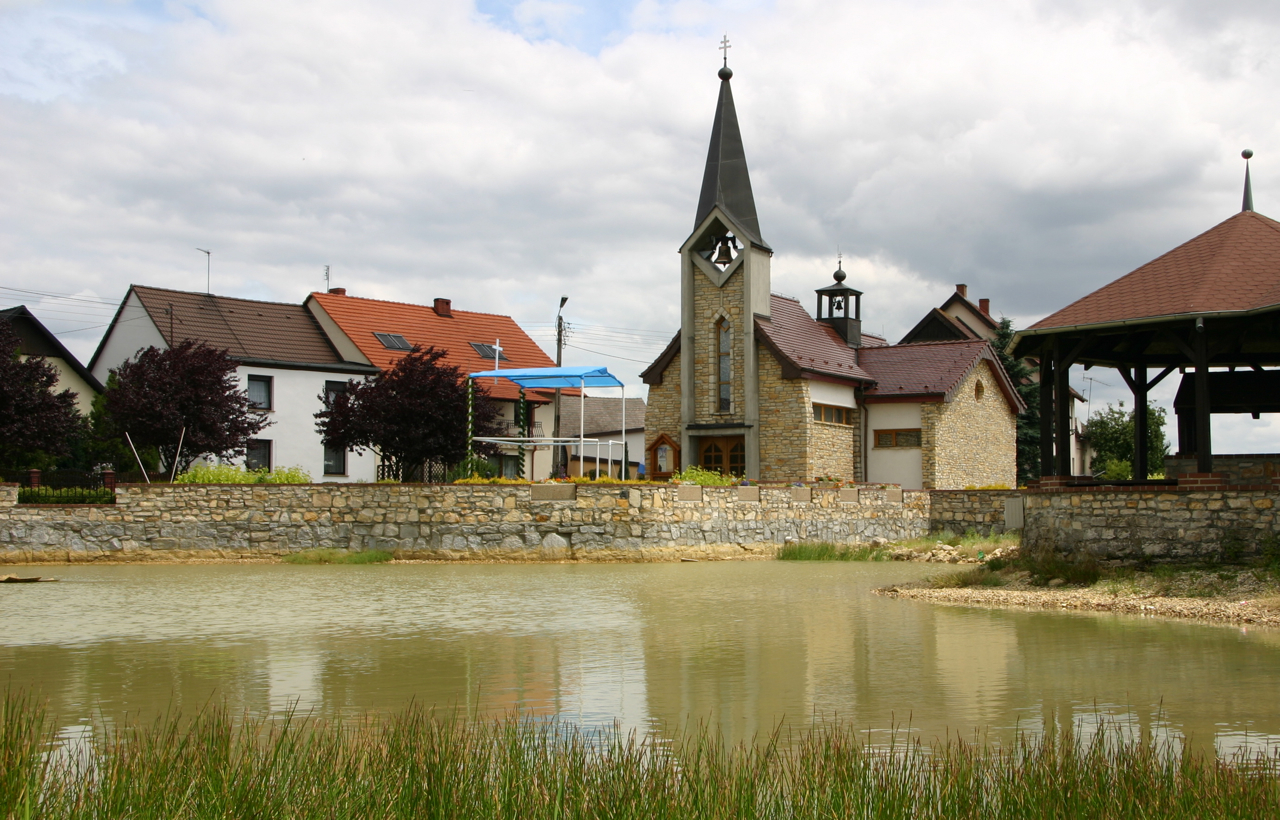
Die Kirche (2011)

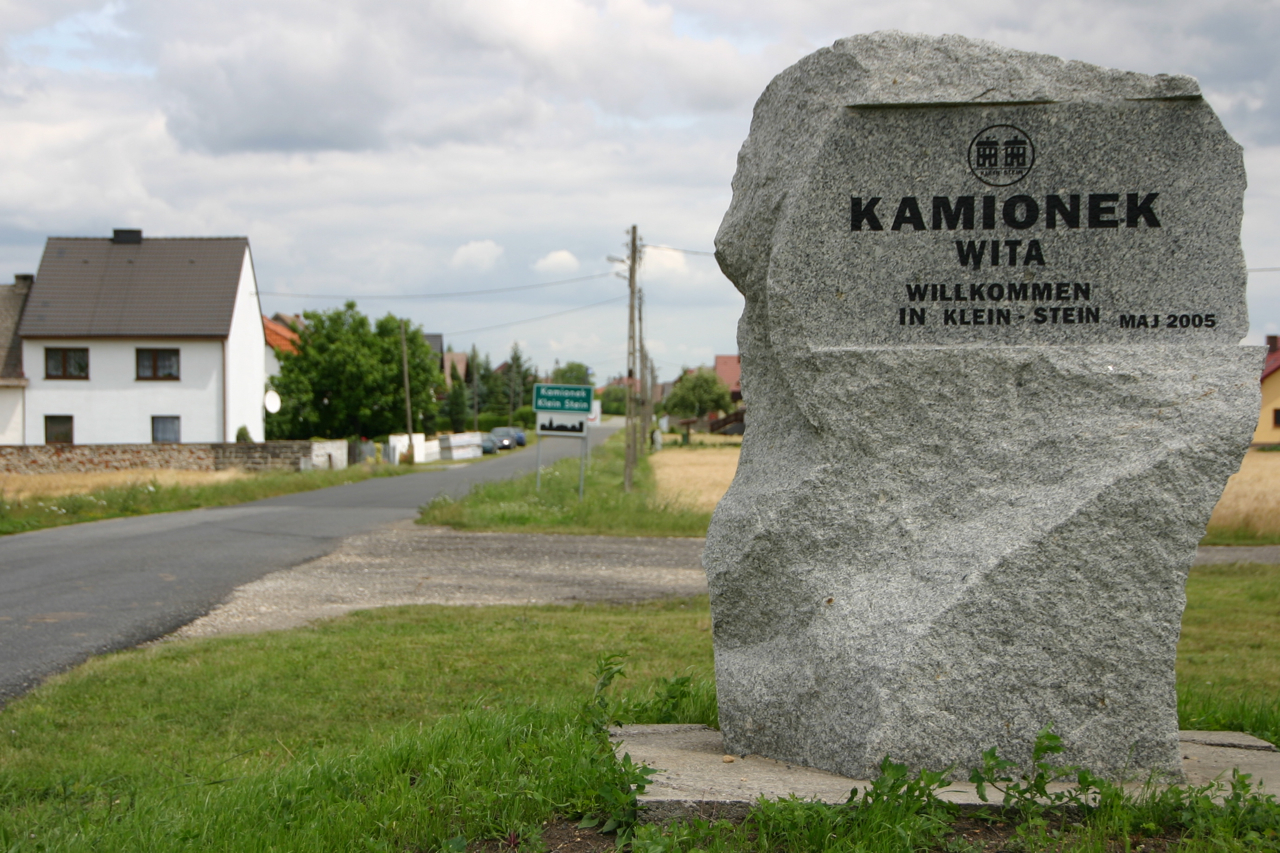
Ortseingang: Kamionek/Klein Stein (2011)

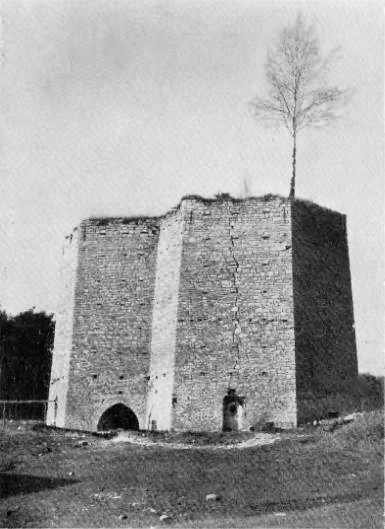
Kalköfen bei Klein Stein um 1930

Der Ort wurde 1428 erstmals als Camen erwähnt. 1531 erfolgte eine Erwähnung als Mini Kamyonek sowie 1571 als Kamenekh.
Nach dem Ersten Schlesischen Krieg fiel Klein Stein 1742 mit dem größten Teil Schlesiens an Preußen.
Nach der Neuorganisation der Provinz Schlesien gehörte die Landgemeinde Klein Stein ab 1816 zum Landkreis Groß Strehlitz im Regierungsbezirk Oppeln. 1845 bestanden in Ort ein Vorwerk, eine Brauerei und 48 Häuser. Im gleichen Jahr zählte Klein Stein 312 Einwohner, allesamt katholisch. 1861 zählte Klein Stein 422 Einwohner. 1865 hatte der Ort 13 Bauer-, 14 Gärtner und 16 Häusler sowie einen Kretschmer. Eingeschult und eingepfarrt waren die Bewohner nach Groß Stein. Zu Klein Stein gehörte der Weiler Lowetzko. 1874 wurde der Amtsbezirk Groß Stein gegründet, welcher die Landgemeinden Groß Stein, Klein Stein, Posnowitz, Schedlitz und Sprzentschütz und die Gutsbezirke Kaminietz Vorwerk, Klein Stein, Lettoschin Vorwerk, Slawa Vorwerk und Sprzentschütz umfasste.
Bei der Volksabstimmung in Oberschlesien am 20. März 1921 stimmten 64 Wahlberechtigte für einen Verbleib bei Deutschland und 306 für Polen. Klein Stein verblieb beim Deutschen Reich. 1933 lebten im Ort 734 Einwohner. 1938 wurde die Kapelle erbaut. 1939 hatte der Ort 795 Einwohner. Bis 1945 befand sich der Ort im Landkreis Groß Strehlitz.
In der Zeit des Zweiten Weltkrieges war hier das Lager Klein Stein (Konzentrationslager für jüdische Mischlinge) der Organisation Todt.
1945 kam der bisher deutsche Ort unter polnische Verwaltung, wurde in Kamionek umbenannt und der Woiwodschaft Schlesien angeschlossen. 1950 kam der Ort zur Woiwodschaft Oppeln, 1999 zum Powiat Krapkowicki. Von 2004 bis 2005 wurde die Kapelle von 1938 umgebaut. Am 30. April 2010 erhielt der Ort zusätzlich den amtlichen deutschen Ortsnamen Klein Stein.

## Sehenswürdigkeiten
- Die römisch-katholische Unserer-Lieben-Frau-von-der-immerwährenden-Hilfe-Kapelle (poln. Kaplica MB Nieustającej Pomocy) wurde zwischen 1937 und 1938 errichtet. 2004 wurde die Kapelle um zwei Seitenschiffe und einen Glockenturm erweitert.
- Dorfteich mit alten Brunnen
- Steinerne Wegekapelle
- Steinerne Wegekreuze
- Altes Schulgebäude – heute Altersheim St. Barbara

## Vereine
- Deutscher Freundschaftskreis
- Fußballverein LZS Huragan Kamionek